# Semjon Pavličenko
Semjon Alexandrovič Pavličenko (rusky Семён Александрович Павличенко; * 11. května 1991, Bratsk, Irkutská oblast) je ruský sáňkař. Na mistrovství světa 2015 překvapivě zvítězil v kategorii jednotlivců. Porazil v součtu jízd o 71 tisícin sekundy Němce Felixe Locha, který útočil na svůj třetí titul v řadě.
Na Zimních olympijských hrách 2014 v Soči skončil na 5. místě.